# Стратегия паука
«Стратегия паука» (итал. Strategia del Ragno) — малобюджетный фильм Бернардо Бертолуччи, снятый для итальянского телевидения в 1970 году по мотивам рассказа Хорхе Луиса Борхеса «Тема предателя и героя». По словам режиссёра, в «Стратегии паука» он рассматривает те же темы, что и в снимавшемся почти одновременно «Конформисте»: психологические истоки фашизма, вторжение прошлого в настоящее, двойничество отца и сына, героизация предательства.

## Сюжет
В начале рассказа Борхес замечает, что описываемые события могли произойти где угодно: «допустим, это было в Ирландии». Действие фильма Бертолуччи, наоборот, неразрывно связано с местом действия. Место действия — итальянский регион Эмилия-Романья, там, где родился фашизм. Съёмки велись на безлюдных улочках ренессансного города Саббьонета. В фильме город назван именем древнеирландской столицы — Тара.
Первые кадры фильма напоминают «Прибытие поезда» братьев Люмьер. Атос Маньяни (Джулио Броджи) выходит из поезда на местной станции, чтобы выяснить подробности смерти отца (его играет тот же актёр). Он попадает на улицу имени своего отца, где установлен его бюст. Надпись гласит, что старший Атос Маньяни — «герой, подло убитый пулей фашиста» в 1936 году. Полный стариков город, кажется, застыл во времени; он по-прежнему питается жизненной силой павшего героя; все вокруг говорят только о нём.
Расследование приводит молодого Атоса в дом подруги отца по имени Драйфа. Она помогает ему разыскать трёх ближайших товарищей отца по антифашистскому движению. Их показания разнятся на манер «Расёмона». Учащаются флешбэки, в которых отца всё труднее становится отличить от сына, прошлое — от настоящего. Сын всё более идентифицирует себя с отцом.
В конце концов на поверхность выступает истина. Атос-старший с друзьями готовили покушение на Муссолини. Диктатор должен был быть убит в местном театре на представлении «Риголетто» (музыка из которого сопровождает весь фильм). Атос-старший анонимно выдал заговор через местных карабинеров, желая получить высокую должность в награду и продолжить борьбу с фашистами, имея власть. Фашисты, тем не менее, его никак не наградили, а их план просто провалился. Атос, сгорая от стыда, признался во всём друзьям и предложил свою смерть в наказание. Боясь огласки предательского поступка, очернения своего имени и всей подпольной работы, он предложил обернуть ситуацию и инсценировать его убийство фашистами в том же театре, чтобы его имя стало знаменем антифашистской борьбы.
Предательство Атоса-старшего удалось скрыть от окружающих, и для новых поколений он стал обожаемым символом благородства, борцом за идею.
Подобие сына с отцом проявляется в том, что младший Маньяни не решается открыть горожанам правду. Героическая иллюзия для него дороже неприглядной истины. Он собирает чемодан и отправляется на железнодорожную станцию, чтобы покинуть застывший во времени город. Однако поезд не приходит, а пути поросли травой. Атос-младший оказывается пленником Тары, той паутины, которую сплёл его отец, — паутины, в которой истина неотличима от лжи.

## В ролях
- Джулио Броджи — А́тос Маньяни (сын), А́тос Маньяни (отец)
- Алида Валли — Драйфа
- Тино Скотти
- Пиппо Кампанини
- Франко Джованелли
- Ален Миджетт

## Съёмочная группа
- Режиссёр: Бернардо Бертолуччи
- Сценарий: Бернардо Бертолуччи, Марилу Паролини, Эдуардо де Грегорио
- Продюсер: Джованни Бертолуччи
- Операторы: Витторио Стораро, Франко Ди Джакомо

## Тематика и форма
Кинокритики видят в фильме высказывание молодого режиссёра, ещё находившегося под влиянием Пьера Паоло Пазолини, на тему принципиальной вымышленности любого историко-идеологического нарратива. Мало того, что история — по своей природе вымысел, одного осознания лжи недостаточно для преодоления её последствий. Для Роджера Эберта основной вопрос фильма — «что важнее, кто мы есть на самом деле или то, за кого принимают нас люди?» Режиссёр не спешит дать ответ на этот вопрос. Французский историк Марк Ферро отмечал у Бертолуччи  в этой картине скрупулёзность в деталях и проработанность фильма, где режиссёр умеет «…с помощью простого красного платка или не поддающейся определению разницы в освещении обставить переход к далёкому прошлому или в вымышленный мир».
Темы двусмысленности, непрояснённости, неразрешимости выявляются при помощи кинематографической формы. Молодой оператор Витторио Стораро (в 1980-х он будет трижды удостоен премии «Оскар») методично стирает различия между светом и тенью, между днём и ночью, между прошлым и настоящим. В довоенном прошлом и в настоящем героев изображают одни и те же актёры. Рядом с нестареющим Героем его товарищи кажутся развалинами. Киновремя, таким образом, оказывается застывшим на месте.